# Юзефович Михайло Володимирович
Миха́йло Володи́мирович Юзефо́вич (рос. Михаи́л Влади́мирович Юзефо́вич; 17 червня 1802 — 21 травня 1889) — російський державний службовець, освітній, культурний і громадський діяч, публіцист українського походження. Голова Київської археографічної комісії (1857—1889). Один з ініціаторів видання Емського указу 1876 року та закриття Південно-Західного відділу Російського географічного товариства. Голова комісії для збудування пам'ятника Богдану Хмельницькому в Києві (1888). Дійсний таємний радник (з 11 липня 1888). Член Імператорського російського географічного товариства, Копенгагенського товариства північних антикваріїв. Русофіл, прибічник русифікації, монархіст. Противник українофілів й українського національного руху.

## Біографія

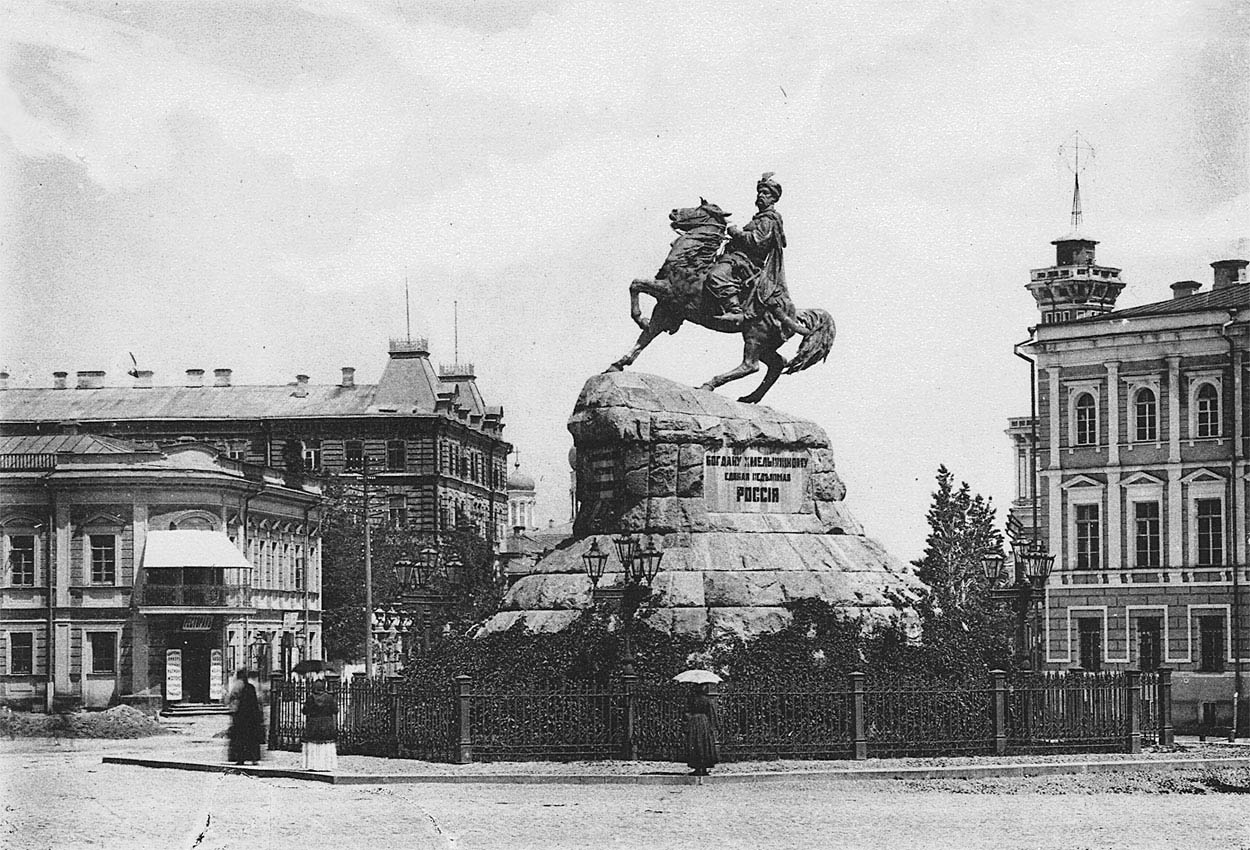
Пам'ятник Хмельницькому в Києві

Народився 1802 року в селі Сотниківка Пирятинського повіту Полтавській губернії Російської імперії. Належав до дворянської родини Юзефовичів, що походила з нобілітованих реєстрових козаків Речі Посполитої. Випускник Московського університету (1819).
Служив у Чугуївському уланському полку, корнет (з 1822), поручник (з 1828). Брав участь у російсько-турецькій війні 1828—1829 років, був ад'ютантом Івана Паскевича й Миколая Раєвського. Нагороджений орденами святих Володимира (IV ступеня) й Анни (ІІ ступеня), штабс-ротмістр (з 1829). Під час служби на Кавказі познайомився із Олександром Пушкіним, Денисом Давидовим, Олександром Грибоєдовим.
Інспектор народних училищ Київської губернії (1840—1843), надвірний радник і виконувач обов'язків помічника попечителя Київського навчального округу (1843—1846), помічник попечителя цього округу (1846—1856). Займався русифікацією освіти, боротьбою з польськими освітньо-культурними впливами та антиросійськими національними рухами та Київщині. 1843 року заснував Київську археографічну комісію для розгляду давніх актів, очолив її після виходу у відставку з державної служби (1856).
Голова розпорядчого комітету Київської міської публічної бібліотеки. Друкувався у «Вестник Юго-Западной и Западной Росии» і «Киевлянин». Був одним з ініціаторів закриття газети «Киевский телеграф».
Обстоював загальноросійську ідею, вважав українців, росіян і білорусів єдиним російським народом. Боровся проти українського національного руху, який вважав сепаратистським. Сприяв виданню Валуєвського циркуляра (1863); член комісії для розробки Емського указу (1876), що обмежував використання української мови. Був посередником у справі субсидій царського уряду до галицького москвофільського «Слова» у Львові.
Керував встановленням пам'ятника Богдану Хмельницькому в Києві (1888), що містив на постаменті написи: «Хочемо під царя східного, православного» та «Богдану Хмельницькому від єдиної і неподільної Росії».
Помер 1889 року в Києві. Похований на Аскольдовій могилі.

## Погляди
Михайло Юзефович стверджував, що «малороси ніколи не ставили батьківщину [Україну] понад вітчизну [Російської імперії]».

## Родина
- Дружина — Анна Максимівна Гудим-Левкович (з 1836).
- Син — Борис Юзефович (1843—1911), русофіл, українофоб і антисеміт; громадський діяч і публіцист.
- Син — Володимир Юзефович (пом. 1893), таємний радник, член ради головного управління у справах друку Російської імперії.[2]

## Праці
- Чего требует общественное образование? — Киев, 1859.
- О памятнике тысячелетию России. // «Киевский Телеграф», 1862, № 4.
- Возможен ли мир с нами польской шляхты? // «Московские Ведомости», 1864, № 203.
- Несколько мыслей и соображений по поводу покушения 4-го апреля. — Киев, 1866.
- Еврейский вопрос. — Киев, 1867.
- Народность и государство. — Киев, 1867.
- Памяти Василия Васильевича Тарновского, [члена Черниг. губ. земск. управы]. — Киев, 1867.
- По поводу памятника Богдану Хмельницкому. // «Московские Ведомости», 1869, № 196.
- Богдан Хмельницкий в русской истории. // «Вестник Западной России», 1870, кн. 7.
- По поводу распространения у нас воинской повинности на все состояния. [Архівовано 24 грудня 2014 у Wayback Machine.] — Киев, 1870.
- Еврейский у нас вопрос. — Киев, 1871.
- Богдан Хмельницкий: по поводу памятника, сооружаемого ему в г. Киеве. — Киев, 1872.
- На прощанье: стихотворения: (1876—77 г.) — Киев, 1878.
- Памяти Пушкина. — Москва, 1880.
- Юзефович Михаил Владимирович, Наша либеральная интеллигенция. — Киев: тип. Г. Г. Иванова, 1882. — 125 с.
- Несколько слов об исторической задаче России. — Киев, 1891.
- О значении личности у нас и на Западе. — Санкт-Петербург, 1906.